# 葉七はなこ
葉七 はなこ（はな はなこ）は、日本の映画監督、プロデューサー、クリエイター、元全国通所介護事業者連絡会理事。昔は、芸能事務所のマネージャー兼女優、モデル、歌手としても活動していた。

## 略歴
大阪万博が開催された時代、大阪府で生まれ育つ。
父親が長年家庭裁判所に勤務していた影響で、法律にも興味を持つが難しくて断念し、企業正社員として入社。
20代前半、応募したミスコンなどで入賞。
それがきっかけで、芸能界にも興味を持ち、企業で働きながら、タレント事務所に所属、ちょい役で、ドラマやcmに出演するが花開く事はなかった。
40歳、結婚予定で企業を退職するが、相手の女性問題から、破談されてしまい絶望と同時に仕事を失い路頭に迷い以前から患っていたパニック障害や過呼吸が悪化する
。
友人の勧めでクリエイターを目指し、友人の製作会社スタッフや、先輩監督の映画製作スタッフとして活動する。
その後、2人で暮らしていた母親が倒れ、1人での、大変な在宅介護生活の日々を送る。
母親が他界した後は、芸能事務所のマネージャー兼タレントとして活動するが、やはりまた、好きな映画の現場に復帰して、2014年、自身の介護体験をモデルにした長編映画かあちゃんに贈る歌を劇場公開。
監督兼エグゼクティブプロデューサーを勤める。
あいはら友子、西方凌主演。風間トオル特別出演。
特別協賛に大手化粧品会社コーセーが、
映画の特別後援企業として、多数の介護福祉企業をはじめ三木秀夫法律事務所等が応援。
劇場公開後は、好評にて各自治体や介護団体が主催して多くのイベントで上映された。新人監督映画祭招聘作品として選ばれる。
。
2020年3月に２作目長編映画介護絆つながって生こかが公開された日本のドキュメンタリー映画。
厚生労働省推薦、文部科学省選定社会教育（教養）成人向き映画。2025年に迫る介護問題に着目。
2015年から約3年間、地域包括ケアシステム構築に向けたフォーマルな介護から、ボランティアなどインフォーマルまで、幅広く介護に携わる人間に密着撮影。
1000名近い関西の介護、福祉、医療関係者が出演。
3作目長編映画厚生労働省推薦
『認知症愛の奇跡』（にんちしょうあいのきせき）は、2023年7月にシアターセブンにて公開された日本のドキュメンタリー映画。

今後も厚生労働省推薦映画「健康長寿の秘訣〜最強ご高齢者〜」、平生町と平生町教育委員会特別後援「平和を祈る戦争体験者と家族が伝えたいこと」など順次公開予定。
介護、福祉、平和など社会的な問題をテーマにした映画を制作。 
介護団体の理事や福祉セミナーのボランティアスタッフなどをしながら、介護、福祉、障碍（自身が患うパニック障害のこと）などの啓発活動を仲間たちと一緒に続けている。。

## 作品
- 映画「かあちゃんに贈る歌」（2014年） 監督/脚本/エグゼクティブプロデューサー。 新人監督映画祭招聘作品。

- 映画「あした天使になあれ」（2013年）原案/劇中歌。

- 映画「介護絆つながって生こか」（厚生労働省推薦）・文部科学省選定社会教育（教養）成人向き）（2020年）劇場公開。

　監督/エグゼクティブプロデューサー。
- 厚生労働省推薦映画「認知症愛の奇跡」（2023年）7月劇場公開。

　監督/エグゼクティブプロデューサー。
- 厚生労働省推薦映画「健康長寿の秘訣最強ご高齢者」（2024年）８月劇場公開。

　監督/エグゼクティブプロデューサー。
- 平生町、平生町教育委員会特別後援映画「平和を祈る戦争体験者と家族が伝えたいこと」（2024年）８月劇場公開。

監督/エグゼクティブプロデューサー。
- ショートムービー「宅老所〜認知症や障害があっても輝いて生きる〜」

監督/プロデューサー（2020年）
- ショートムービー「看取り〜利用者から

たくされた遺言〜」
監督/プロデューサー（2020年）
- ショートムービー「介護家族の奮闘記」

監督/プロデューサー（2020年）
- ショートムービー「共に生きる介護家族〜ヤングケアラや男性介護者〜」

監督/プロデューサー（2020年）
- ショートムービー「介護お泊りデイサービス〜認知症になってもチャレンジ〜」

監督/プロデューサー（2020年）
- ショートムービー「見守りボランティア

〜独居老人も安心な町づくり〜」監督/プロデューサー（2020年）
- ショートムービー「介護デイサービス〜認知症や障害があっても輝いて生きる〜」監督/プロデューサー（2020年）

- ショートムービー「福祉用具〜地域をつなぐ介護〜」 監督/プロデューサー（2020年）

- ショートムービー「地域包括ケアシステム公開講座〜明るい介護〜」 監督/プロデューサー（2020年）

- ショートムービー「地域をつなぐデイサービス」監督/プロデューサー（2020年）

- ショートムービー「輝いて生きる福祉の町づくり」監督/プロデューサー（2020年）

- インターネットムービー

「セクシー星人ＶＳワルカン星人」第1話。第２話。監督、プロデューサー。
第２話は、TBS世界動画特集にて最終選考。
- インターネットムービー「天使と魔女のララル〜」企画、プロデューサー。

- その他、MVなど制作。

- 音楽 （作詞or作曲）
- 映画「かあちゃんに贈る歌」主題歌「Live in Hope〜希望に生きる〜」
- 映画「かあちゃんに贈る歌」エンディングソング 「かあちゃんに贈る歌」
- 映画「かあちゃんに贈る歌」劇中曲「咲きほこれ」
- ゆめっと京都テーマソング製作実行委員会（2006年）
- 映画「あした天使になあれ」 劇中歌「一人じゃないよ」
- 映画「絆つながって生こか」主題歌「永遠につなぐ～KIZUNA～」
- 映画「絆つながって生こか」劇中曲「フレンズ」
- 映画「認知症～愛の奇跡～」主題歌「愛の奇跡forever」
- 映画「認知症～愛の奇跡～」劇中曲「生きる」
- 映画「健康長寿の秘訣～最強ご高齢者～」主題歌「belive in you」
- 映画「健康長寿の秘訣～最強ご高齢者～」

劇中曲「桜舞う」
- 映画「平和を祈る～戦争体験者と家族が伝えたいこと」主題歌「make love&peace」
- 映画「平和を祈る～戦争体験者と家族が伝えたいこと」劇中曲「貴方だけでいい」
- 映画「平和を祈る～戦争体験者と家族が伝えたいこと」劇中曲「鳥のように」
- 映画「平和を祈る～戦争体験者と家族が伝えたいこと」劇中曲「素敵な時をありがとう」
- インターネットムービー「セクシー星人VSワルカン星人」テーマ曲「Live in Hope〜」
- インターネットムービー「天使と魔女のララル～」テーマ曲「フレンズ」

## 出演
- 映画

ジャッキー・チェン主演新宿インシデント（2009年）シュージンレイ友達役
- あした天使になあれ（2013年） 看護師役
- かあちゃんに贈る歌（2014年） 訪問看護師 佐藤美佐子役

- テレビ
- なるほどハイスクール　AKB×元アイドル×おネエ!気になる業界の裏側150人生態調査SP（元アイドル）
- ドラマ人が殺意を抱くとき（愛人役）
- 情報ライブミヤネ屋 （慢性疲労症候群）
- おじょママ（ピンクの電話の友達主婦役）再現ビデオ
- ナンボＤＥナンボ（坂上忍を誘惑する女優役）再現ビデオ多数。
- NHK連続テレビ小説だんだん

（美香の母親役）
- NHK連続テレビ小説オードリー（記者役）
- NHK連続テレビ小説あすか（店の客役）
- MBSドラマ命の現場から6　（看護師役）
- TBSピュア．ラブ2002年　（看護師役）
- MBS京都へおこしやす2008年　（カメラマン役）
- TBSハタチの恋人2007年
- 関西テレビ怪傑えみちゃんねる

再現ビデオ出演多数
- CM
- クボタハウス（お母さん役）
- ボートピア新開地 （お客様役）
- JA兵庫 （お客様役）
- 興亜火災（着物姿の女性役）
- チャンネルウェーブ尼崎（主婦役）
- ユニバーサル・スタジオ・ジャパン（家族役）
- イズミヤ （お客様役）
- JR西日本 （電車に乗ったお客様）
- キンチョー（クシャミをしてる人）

その他
- 音楽 （歌もしくは作詞or作曲）
- 映画「かあちゃんに贈る歌」主題歌「Live in Hope〜希望に生きる〜」
- 映画「かあちゃんに贈る歌」エンディングソング 「かあさん」
- 映画「かあちゃんに贈る歌」劇中曲「咲きほこれ」
- ゆめっと京都テーマソング製作実行委員会（2006年）
- 映画「あした天使になあれ」 劇中歌「一人じゃないよ」
- 映画「絆つながって生こか」主題歌「永遠につなぐ～KIZUNA～」
- 映画「絆つながって生こか」劇中曲「フレンズ」
- 映画「認知症～愛の奇跡～」主題歌「愛の奇跡forever」
- 映画「認知症～愛の奇跡～」劇中曲「生きる」
- 映画「健康長寿の秘訣～最強ご高齢者～」主題歌「belive in you」

- 映画「健康長寿の秘訣～最強ご高齢者～」

劇中曲「桜舞う」
- 映画「平和を祈る～戦争体験者と家族が伝えたいこと」主題歌「make love&peace」
- 映画「平和を祈る～戦争体験者と家族が伝えたいこと」劇中曲「貴方だけでいい」
- 映画「平和を祈る～戦争体験者と家族が伝えたいこと」劇中曲「鳥のように」
- 映画「平和を祈る～戦争体験者と家族が伝えたいこと」劇中曲「素敵な時をありがとう」
- ドラマ動画「天使と魔女のララル～」テーマ曲「フレンズ」

- モデル
- JR電車&ウォークポスター（1998年）
- JR北琵琶湖ポスター
- Joshin電機パンフレット表紙モデル（1996年）
- 京阪神エルマガジン雑誌モデル（1997年）
- 女性セブン読者モデル
- フロムエー
- デニーズパンフレット
- NTT西日本新聞広告

- その他
- 大阪ガスVP（1995年）主婦役
- パナソニック洗濯機VP 母親役（主演）

- 受賞
- ミス日本ビューティエリート賞(1990年）
- 東久邇宮記念賞（2015年4月）
- 東久邇宮文化褒賞(2015年11月）

## 書籍
- 太陽書房詩集本 iP project「Good Day」参加（2009年）
- 太陽書房詩集本「FRAGILE ONE」参加（2009年）